# Унтеркирнах
Унтеркирнах (њем. Unterkirnach) општина је у њемачкој савезној држави Баден-Виртемберг. Једно је од 20 општинских средишта округа Шварцвалд-Бар. Према процјени из 2010. у општини је живјело 2.766 становника. Посједује регионалну шифру (AGS) 8326065.

## Географски и демографски подаци
Унтеркирнах се налази у савезној држави Баден-Виртемберг у округу Шварцвалд-Бар. Општина се налази на надморској висини од 815 метара. Површина општине износи 13,2 km². У самом мјесту је, према процјени из 2010. године, живјело 2.766 становника. Просјечна густина становништва износи 210 становника/km².